# Hal B. Wallis
Harold Brent Wallis, més conegut com a Hal B. Wallis CBE (14 de setembre de 1898 – 5 d'octubre de 1986) fou un productor cinematogràfic estatunidenc.

## Biografia
El seu nom complet era Harold Brent Wallis, i va néixer a Chicago, Illinois. El 1922 la seva família es va mudar a Los Angeles, Califòrnia, on ell va trobar feina al departament de publicitat de la Warner Bros. el 1923.
Al cap de pocs anys Wallis s'encarregava de tasques de producció, passant a ser finalment cap de producció de Warners. Al llarg dels seus cinquanta anys llargs com a productor cinematogràfic, va intervenir en la realització de més de 400 llargmetratges. Entre les moltes pel·lícules destacades que va produir sobresurt Casablanca, un dels films més importants de la història de Hollywood.
Wallis va deixar Warner Bros. el 1944 després de tenir diferències amb Jack Warner sobre l'acceptació de l'Óscar a la millor pel·lícula per a Casablanca. A partir de llavors va treballar com a productor independent, gaudint d'un èxit considerable, tant des del punt de vista comercial com artístic. Entre els seus èxits financers figuren les comèdies de Dean Martin i Jerry Lewis, així com diverses pel·lícules d'Elvis Presley. A més, va produir True Grit, pel·lícula per la qual John Wayne va assolir l'Oscar al millor actor el 1969.
Entre les pel·lícules més significatives que va produir hi havia Casablanca, Dark Victory, Les aventures de Robin Hood, El falcó maltès, El sergent York i Now, Voyager.
Hal Wallis va rebre un total de 16 nominacions als Oscar a la millor pel·lícula, i va guanyar el premi per Casablanca el 1943. Durant la cerimònia, quan es va anunciar el premi per a Casablanca, Wallis es va aixecar per acceptar, però el cap de l'estudi Jack L. Warner va pujar a l'escenari «amb un ampli somriure brillant i una mirada de gran autosatisfacció», va recordar Wallis després. «No em podia creure que estigués passant. Casablanca havia estat la meva creació; Jack no hi tenia absolutament res a veure. Mentre el públic panteixava, vaig intentar sortir de la fila de seients i entrar al passadís, però tota la família Warner es va asseure bloquejant-me, no vaig tenir més remei que seure de nou, humiliat i furiós... Gairebé quaranta anys després, encara no m'he recuperat del xoc». Aquest incident portaria a Wallis a deixar Warner Bros. el mes següent. Per la consistent qualitat de les seves produccions va ser guardonat en dues ocasions amb el Premi en memòria d'Irving Thalberg. Així mateix, va ser nominat a set Globus d'Or, i va guanyar en dues ocasions el corresponent a la Millor Pel·lícula. El 1975 va ser recompensat amb el Premi Cecil B. DeMille dedicat a la seva trajectòria cinematogràfica.
Wallis va començar a treballar com a productor independent, gaudint d'un èxit considerable tant a nivell comercial com crític. Els primers guionistes que va contractar per a la seva nova empresa van ser Ayn Rand i Lillian Hellman. Entre els seus èxits financers es trobaven les comèdies de Dean Martin i Jerry Lewis, i diverses pel·lícules d'Elvis Presley.
Va produir Valor de llei, pel qual John Wayne va guanyar l'Oscar al millor actor de 1969, i la seva seqüela.
Després de traslladar-se a Universal Pictures, va produir Anna dels mil dies (protagonitzada per Richard Burton i l'actriu canadenca Geneviève Bujold) i Mary, Queen of Scots (protagonitzada per Vanessa Redgrave i Glenda Jackson). Va rebre 16 nominacions a l'Oscar com a productor a la millor pel·lícula, guanyant per Casablanca el 1943.
Per la seva qualitat constant de producció cinematogràfica, va ser distingit dues vegades amb el Premi Memorial Irving G. Thalberg dels Premis de l'Acadèmia. També va ser nominat a set premis Globus d'Or, guanyant dues vegades premis a la millor pel·lícula. El 1975, va rebre el Premi Cecil B. DeMille per la seva trajectòria al cinema.
El 1980, va publicar la seva autobiografia, Starmaker, coescrita amb Charles Higham.
A la dècada del 1930, Wallis va invertir en desenvolupament immobiliari residencial a Sherman Oaks, Califòrnia. Va anomenar Halbrent Avenue amb el seu sobrenom "Hal" i el seu segon nom "Brent". La majoria de les seves cases originals encara es mantenen en peu, i està molt a prop dels bulevards Ventura i Sepulveda i la Sherman Oaks Galleria molt utilitzada a la pel·lícula de 1982 Fast Times at Ridgemont High.
Wallis i la seva segona dona, l'actriu Martha Hyer, van contribuir amb fons per a la construcció de The Hal i Martha Hyer Wallis Theatre, un teatre de caixa negra, a la Northwestern University.

### Relacions
Wallis va estar casat amb l'actriu Louise Fazenda des de 1927 fins a la seva mort el 1962. Van tenir un fill, Brent, que es va convertir en psiquiatre. Diversos escriptors, inclosos actors i productors, han afirmat que l'actriu Lizabeth Scott era amant de Wallis mentre estava casat amb Fazenda. Wallis va estar casat amb l'actriu Martha Hyer des de 1966 fins a la seva mort el 1986. Hyer volia que Wallis inclogués Scott i les seves altres amants a la seva autobiografia, però no ho va fer. Després dels seus matrimonis, Wallis va veure les pel·lícules de Scott a casa, nit rere nit.
Wallis va morir el 5 d'octubre de 1986 per complicacions de la diabetis a Rancho Mirage, Califòrnia, a dues setmanes del seu 88è aniversari. La notícia de la seva mort no es va donar a conèixer fins que es va completar el seu servei commemoratiu privat. El president dels Estats Units Ronald W. Reagan, que va aparèixer a les pel·lícules de Wallis Santa Fe Trail i This Is The Army, va enviar el seu condol a la família. Wallis està enterrat al Gran Mausoleu del cementiri Forest Lawn Memorial Park de Glendale, Califòrnia.

## Filmografia seleccionada
- Little Caesar (1931)
- Central Airport (1933)
- Here Comes the Navy (1934)
- Devil Dogs of the Air (1935)
- The Petrified Forest (1936)[20]
- Kid Galahad (1937)
- West of Xangai (1937)
- The Invisible Menace (1938)
- Les aventures de Robin Hood (The Adventures of Robin Hood) (1938)
- Dark Victory (1939)
- Em van fer un criminal (They Made Me a Criminal) (1939)
- The Private Lives of Elizabeth and Essex (1939)
- Castle on the Hudson (1940)
- Camí de Santa Fe (Santa Fe Trail) (1940)
- El sergent York (Sergeant York) (1941)[21]
- El falcó maltès (The Maltese Falcon) (1941)[22]
- Van morir amb les botes posades (They Died with Their Boots On) (1941)
- Casablanca (1942)
- Now, Voyager (1942)
- Yankee Doodle Dandi (1942)
- This Is the Army (1943)
- Love Letters (1945)
- You Came Along (1945)
- Desert Fury (1947)
- Sota Evil My Love (1948)
- Dark City (1950)
- The Furies (1950)
- The Rainmaker (1956)
- Duel de titans (Gunfight at the O.K. Corral) (1957)
- Career (1959)
- G.I. Blues (1960)
- Summer and Smoke (1961)
- Becket (1964)
- Descalços pel parc (Barefoot in the Park) (1967)[23][24]
- Valor de llei (True Grit) (1969)[25][26]
- Anna dels mil dies (Anne of the Thousand Days) (1969)[27][28]
- Mary, Queen of Scots (1971)[29][30]
- Rooster Cogburn (1975)[31][32]

## Premis Oscar
| Any     | Premi                                          | Film                              | Guanyador                                         |
| ------- | ---------------------------------------------- | --------------------------------- | ------------------------------------------------- |
| 1931–32 | Outstanding Production (Millor pel·lícula)     | Five Star Final                   | Irving Thalberg – Grand Hotel                     |
| 1932–33 | Outstanding Production (Millor pel·lícula)     | I Am a Fugitive from a Chain Gang | Winfield Sheehan – Cavalcade                      |
| 1934    | Outstanding Production (Millor pel·lícula)     | Flirtation Walk                   | Harry Cohn – Va succeir una nit                   |
| 1935    | Outstanding Production (Millor pel·lícula)     | El capità Blood                   | Irving Thalberg i Albert Lewin – Rebel·lió a bord |
| 1938    | Outstanding Production (Millor pel·lícula)     | Les aventures de Robin Hood       | Frank Capra – No us l'endureu pas                 |
| 1938    | Outstanding Production (Millor pel·lícula)     | Four Daughters                    | Frank Capra – No us l'endureu pas                 |
| 1938    | Outstanding Production (Millor pel·lícula)     | Jezabel                           | Frank Capra – No us l'endureu pas                 |
| 1940    | Outstanding Production (Millor pel·lícula)     | All This, and Heaven Too          | David O. Selznick – Rebecca                       |
| 1940    | Outstanding Production (Millor pel·lícula)     | La carta                          | David O. Selznick – Rebecca                       |
| 1941    | Outstanding Motion Picture (Millor pel·lícula) | El falcó maltès                   | Darryl F. Zanuck – Que verda era la meva vall!    |
| 1941    | Outstanding Motion Picture (Millor pel·lícula) | One Foot in Heaven                | Darryl F. Zanuck – Que verda era la meva vall!    |
| 1941    | Outstanding Motion Picture (Millor pel·lícula) | El sergent York                   | Darryl F. Zanuck – Que verda era la meva vall!    |
| 1942    | Outstanding Motion Picture (Millor pel·lícula) | Kings Row                         | Sidney Franklin – Mrs. Miniver                    |
| 1942    | Outstanding Motion Picture (Millor pel·lícula) | Yankee Doodle Dandy               | Sidney Franklin – Mrs. Miniver                    |
| 1943    | Outstanding Motion Picture (Millor pel·lícula) | Casablanca                        | Bestiar                                           |
| 1943    | Outstanding Motion Picture (Millor pel·lícula) | Watch on the Rhine                | Hal B. Wallis – Casablanca                        |
| 1955    | Millor pel·lícula                              | The Rose Tattoo                   | Harold Hecht – Marty                              |
| 1964    | Millor pel·lícula                              | Becket                            | Jack Warner – My Fair Lady                        |
| 1969    | Millor pel·lícula                              | Anna dels mil dies                | Jerome Hellman – Cowboy de mitjanit               |